# Osvaldo Garbuyo
Osvaldo Gabriel Garbuyo Sención (17 de agosto de 1971-4 de septiembre de 2009), conocido como «Ossie» fue el líder y vocalista de la banda uruguaya Bufón. Dueño de una voz potente y personal, además de cantar las canciones de la banda, se ocupaba de las letras, plagadas de ironía y crítica social.

## Trayectoria
Antes de formar el grupo Bufón junto a Aníbal Pereda, integró el grupo La Yuyera. Dejó un legado de 36 canciones editadas en discos, once inéditas registradas y seis letras sin música, también inéditas. Movedizo y carismático en el escenario, gracioso. Editó tres discos con Bufón: Nérpola (2003), Amor liviano (2005) y Buenísimo (2008). Cabe destacar que una letra de él, «Colabore», fue musicalizada por el guitarrista de La Vela Puerca, Santiago Butler, y editada en el disco El impulso (2007), de la misma banda. Varias veces fue invitado por La Vela Puerca a cantar este tema en vivo. Incluso en Obras, en 2008, Bufón hizo de banda soporte de La Vela Puerca. La última vez que «Ossie» cantó «Colabore» fue en la ciudad argentina de Rosario.[cita requerida]
El último show que brindó junto con Bufón fue en el local musical Decibelios de Montevideo, el 14 de agosto de 2009. El 4 de septiembre de ese mismo año, se da a conocer la noticia del suicidio de «Ossie». El 19 de noviembre de ese año se realizó en La Trastienda, en Montevideo, un concierto homenaje a él, en el que Bufón tocó sus temas y se despidió como banda, con músicos invitados.
En 2011, La Vela Puerca dedicó algunas canciones de su álbum Piel y hueso a Garbuyo.
En una entrevista realizada al músico Alberto Wolf en 2013 el mismo dijo: «El Ossie para mí era un monstruo, un tipo al que admiraba un montón. Cuando vi por primera vez a Bufón quedé detonado», en alusión al impacto que le generó escuchar por primera vez a la banda en vivo.

## Discografía
Con Bufón:
- Nérpola (2003)
- Amor liviano (2005)
- Buenísimo (2008)

Como invitado:
- Normalmente Anormal (2009)